# Tony Barton
Anthony Edward Barton (Sutton, 1937. április 8. – 1993. augusztus 20.) angol labdarúgó, edző.

## Pályafutása

### Játékosként
Barton 1954 és 1959 között az angol másodosztályú Fulham csapatában futballozott, negyvenkilenc bajnoki mérkőzésen nyolc gólt szerzett. 1959 és 1961 között az élvonalbeli Nottingham Forest játékosa volt. Labdarúgó pályafutását a Portsmouth csapatában fejezte be 1967-ben.

### Edzőként
Barton 1980-ban csatlakozott az Aston Villa edzői stábjához, ahol Ron Saunders mellett másodedzőként tevékenykedett. Az 1980-1981-es szezonban az Aston Villa nyerte az angol bajnokságot, így elindulhatott a következő idényben elindulhatott a Bajnokcsapatok Európa-kupájában. 1982 februárjában Saunders lemondott vezetőedzői pozíciójáról, és Bartont nevezték ki az új vezetőedzőnek a BEK-negyeddöntős csapatnál.
A Barton irányította csapat a sorozat negyeddöntőjében legyőzte a Dinamo Kijev, az elődöntőben pedig az Anderlecht csapatát, majd a májusi rotterdami döntőben Peter Withe góljával a Bayern München csapatát is, így történetük során először nyerték meg a sorozatot. 1983 januárjában Barton irányítása után az Aston Villa csapata az UEFA-szuperkupa serleget is elhódította az Barcelona csapatával szemben.
Barton 1984 májusáig maradt a birminghami csapat edzője, majd az 1984-1985-ös idényben a negyedosztályú Northampton Town edzője lett, ahol nem sokkal a szezon vége előtt lemondott pozíciójáról egy szívinfarktust követően. 1991-ben egy rövid ideig korábbi klubjának, a Portsmouthnak  a vezetőedzője volt, majd később megfigyelőként dolgozott különböző kluboknak.

## Halála
Barton 1993. augusztus 20-án hunyt el szívinfarktusban.

## Sikerei, díjai

### Edzőként
- Aston Villa
  - Bajnokcsapatok Európa-kupája: 1981–82
  - UEFA-szuperkupa: 1982